# Президентский дворец (Сана)
Президентский дворец в Сане — официальная резиденция президента Йемена, которая располагалась в районе ас-Сабин на юге столицы Йемена, города Саны, недалеко от мечети Аль-Салех и площади ас-Сабин. Территория дворца была зоной усиленной безопасности, охраняемой Республиканской гвардией Йемена и закрытой для публики. Был разрушен в ходе вторжения в Йемен.

## Гражданская война в Йемене
3 июня 2011 года, во время йеменской революции, президентский дворец подвергся нападению оппозиции на президента Салеха и многих правительственных и государственных чиновников. В результате нападения Салех был ранен, а семь других высокопоставленных чиновников получили ранения. Четыре охранника президента и имам мечети, шейх Али Мохсен аль-Матари, были убиты.
20 января 2015 года, в ходе гражданской войны президентский дворец был захвачен повстанческой группировкой хуситов. Несмотря на то, что президент Абд-Раббу Мансур Хади находился на месте событий, он не пострадал.
7 мая 2018 года в результате авиаударов коалиции, возглавляемой Саудовской Аравией, здание президентского дворца было «полностью сровнено с землёй», а окружающие здания были сильно повреждены. Было известно, как минимум, о шести погибших и тридцати раненых.